# Regionalflughafen Montgomery

i7
i11
i13
Der Montgomery Regional Airport (auch: Dannelly Field; IATA-Code: MGM, ICAO-Code: KMGM) ist ein öffentlicher Flughafen, 7 km südwestlich von Montgomery im Montgomery County, Alabama in den Vereinigten Staaten.

## Flughafendaten
Er hat zwei Asphaltpisten: eine mit 2749 m Länge und 46 m Breite und eine mit 1223 m Länge und 46 m Breite. Die Fläche des Flughafens beträgt 772 ha. 
(Die Piste 15/33: 4000 × 150 Fuß (1219 m × 46 m) wurde 1981 geschlossen. Einige Teile dienen weiterhin als Rollweg und Vorfeld). Die Seehöhe beträgt 67 m.

## Geschichte
Die ersten kommerziellen Flugdienste in Montgomery fanden auf dem Maxwell Field, einem von den Gebrüdern Wright gegründeten Militärgelände statt. Gunter Field, der ursprüngliche städtische Flughafen, wurde 1929 im Osten von Montgomery eröffnet, um der wachsenden Nachfrage der Stadt nach kommerziellen Flugdiensten gerecht zu werden. Ein Jahr später wurde das Gunter Field von der Vorgängergesellschaft der American Airlines Eastern Air Lines angeflogen. East Air Lines flog die Route Houston – New York, 1939 weiter nach San Antonio. Im Jahr 1940 wurde Gunter als Standort für eine neue Ausbildungsstätte für Militärpiloten ausgewählt. Da der Gunter-Flugverkehr überlastet war, kaufte die Stadt Land am U.S. Highway 80 für ein neues Gewerbegebiet, und 1943 wurde das Dannelly Field eröffnet, benannt nach Montgomerys erstem Opfer im Zweiten Weltkrieg, dem Marinepiloten Clarence Moore Dannelly, Jr.
Im Jahr 1946 begann kommerzieller Flugverkehr am Dannelly Field Airport, der später in Montgomery Regional Airport umbenannt wurde. Ab 1950 flog Eastern Air Lines die Strecke Montgomery – Miami (Florida). Eastern flog 1958 von Jacksonville (Florida) über Montgomery nach Atlanta (Georgia) und ab 1967 von Atlanta nach New Orleans.
Im Jahr 1972 wurde die Montgomery Airport Authority als selbsttragende neue Körperschaft des öffentlichen Rechts als Betreiber des Flughafens gegründet.

## Flugziele 1975 bis 2005
(Fluggesellschaft – Flugzeugtyp – Flugziele)
1975
- Delta Air Lines – Boeing 727-200, McDonnell Douglas DC-9-30 – Atlanta (Georgia), Jackson (Mississippi), New Orleans, Shreveport (Louisiana)
- Eastern Air Lines – McDonnell Douglas DC-9-10, McDonnell Douglas DC-9-30 – Atlanta, Pensacola (Florida)
- Southern Airways – McDonnell Douglas DC-9-10 – Birmingham (Alabama), Memphis (Tennessee), Orlando (Florida), Tallahassee (Florida)

1979
- Delta Air Lines – Boeing 727-200, McDonnell Douglas DC-9-30 – Atlanta, Jackson
- Eastern Air Lines – Boeing 727-100, McDonnell Douglas DC-9-30 – Atlanta, Pensacola
- Trans Air Express – Piper – Enterprise (Alabama), Mobile, (Alabama)
- Republic Airlines (1979–1986) – McDonnell Douglas DC-9-10 – Birmingham, Memphis, Orlando

1981
- Atlantic Southeast Airlines – Embraer EMB-110 Bandeirante – Atlanta
- Delta Air Lines – Boeing 727-200, McDonnell Douglas DC-9-30 – Atlanta, Shreveport
- Republic Airlines (1979–1986) -  McDonnell Douglas DC-9-10, McDonnell Douglas DC-9-30 – Birmingham, Memphis, Orlando, Tallahassee

1985
- Delta Air Lines – Boeing 727-200, Boeing 737-200, McDonnell Douglas DC-9-30;  Delta Connection – (durchgeführt von Atlantic Southeast Airlines) – De Havilland Canada DHC-7, Embraer EMB-110; Eastern Metro Express – British Aerospace Jetstream 31 – Flugziele für alle drei Fluggesellschaften Atlanta.
- Republic Airlines (1979–1986) –  McDonnell Douglas DC-9-10, McDonnell Douglas DC-9-30 – Dothan (Alabama), Memphis

1991
- Continental Express – Beechcraft 1900, De Havilland Canada DHC-7; United Express (durchgeführt von Mesa Airlines) – Flugziele für beide: Denver, Gunnison

1995
- American Eagle – British Aerospace Jetstream 31 – Nashville, Tennessee
- Delta Air Lines – Boeing 737-200, McDonnell Douglas MD-80 – Atlanta, Birmingham
- Delta Connection (durchgeführt von Atlantic Southeast Airlines) – Aerospatiale ATR-72, Embraer EMB-120 Brasilia – Atlanta
- Express Airlines I – British Aerospace Jetstream 31 – Dothan
- Northwest Airlink – British Aerospace Jetstream 31, Saab SF340 – Columbus, Georgia, Dothan, Memphis
- USAir Express – De Havilland Canada DHC-8, Charlotte, Columbus (GA)

2001
- Delta Connection (durchgeführt von Atlantic Southeast Airlines) – Aerospatiale ATR-72, Bombardier CRJ200 – Atlanta, Dallas/Fort Worth (Texas)
- Northwest Airlink (durchgeführt Express Airlines) – Bombardier CRJ200, Saab 340 – Memphis
- USAir Express – De Havilland Dash 8-100/200, Embraer ERJ 145 – Charlotte

2005
- Delta Connection (durchgeführt von Atlantic Southeast Airlines) – Aerospatiale ATR-72, Bombardier CRJ200 – Atlanta, Cincinnati (Kentucky)
- Northwest Airlink (durchgeführt von Mesaba Airlines) – Saab 340
- Northwest Airlink (durchgeführt von Pinnacle Airlines) – Bombardier CRJ200/Bombardier CRJ440 – Memphis
- US Airways Express – Embraer ERJ 145 – Charlotte

### Nach 2005
Vom Mai 2005 bis September 2008 betrieb Continental Airlines die Route nach Houston, (Texas).
Im Juni 2018 startete American Airlines Flüge nach Washington D.C.
Derzeit (2023) wird der Flughafen von American Airlines, Delta Air Lines und Via Air angeflogen, welche Nonstop-Flüge nach Atlanta, Charlotte, Washington D.C., Orlando und Dallas-Fort Worth anbieten.

## Militär
Die 187th Fighter Wing (187 FW) der Alabama Air National Guard, die auf der Westseite des Flughafens auf der Montgomery Air National Guard Base stationiert ist, ist ein Geschwader von F-16C-Flugzeugen. Das 187. Jagdgeschwader ist aus dem 160. Taktischen Aufklärungsgeschwader hervorgegangen, das 1953 auf dem Dannelly Field seinen Dienst aufnahm. Im Laufe seiner Geschichte waren das 187. und sein Vorgänger in Montgomery mit mehreren Flugzeugtypen stationiert, darunter der North American RF-51 Mustang und der RF-80 Shooting Star, RF-84 Thunderflash, McDonnell RF-4 Phantom II, McDonnell F-4 Phantom II und Convair C-131 Samaritan. Die Alabama Army National Guard verfügt außerdem über eine Army Aviation Support Facility auf der Südseite des Flughafens. Obwohl sie in erster Linie auf den Hubschrauberbetrieb ausgerichtet sind, können auch Starrflügler untergebracht werden. Das 31. Fliegerbataillon wurde hier 1986 gegründet und ein Jahr später zum 1. Bataillon des 131. Fliegerregiments. Am Flughafen befindet sich eine Air National Guard Aircraft Rescue and Fire Fighting (ARFF)-Einheit, die mit mehreren Feuerlösch- und Rettungsfahrzeugen ausgestattet ist, um die zivile ARFF-Einheit des Flughafens zu verstärken.
Im Mai 2023 wurde gemeldet, dass die F-16 ab Dezember 2023 durch F-35 ersetzt werden sollen.

## Flugbetrieb
Im Jahre 2022 wurden 151.755 Passagiere befördert. Im selben Jahr 2022 fanden 63.511 Flugbewegungen statt, davon 13.530 lokale Bewegungen, 18.737 Zwischenlandungen, 7.021 Air-Taxi-Flüge, 2.123 Frachtflüge und 267 militärische Flüge. In diesem Jahr waren hier 51 einmotorige und 15 zweimotorige Flugzeuge sowie 6 Jetflugzeuge und 6 Hubschrauber stationiert.
Die wichtigsten Fluggesellschaften für den Flughafen sind American Airlines und Delta Air Lines.